# Annals irlandesos
Els annals irlandesos són un grup de diverses obres medievals que van ser compilades després del final de la Irlanda gaèlica, al segle xvii.
Els annals servien als monjos per determinar els dies festius segons la cronologia anual. Amb el temps s'hi van afegir obituaris de sacerdots, abats i bisbes, al costat d'esdeveniments polítics de ressò.
S'inclouen a la llista algunes obres alienes a les irlandeses, com Chronica maiora de Beda, Crònica de Marcellinus de Marcellinus Comes i Líber Pontificalis.

## Contingut
Les còpies escrites a mà dels annals compilats corresponen a: 
- Annals de Boyle
- Annals de Clonmacnoise
- Annals de Connacht
- Annals dels quatre mestres
- Annals d'Inisfallen
- Annals de Loch Cé
- Annals de Mont Fernandi, també conegut com a Annals de Multyfarnham
- Annals de Roscrea
- Chronicon Scotorum
- Annals de Tigernach
- Annals d'Ulster
- Els annals d'Irlanda per Friar John Clyn
- Annals de Dudley Loftus
- Els annals curts de Donegal
- Leabhar Oiris
- Annals de Nenagh
- Llibre de Mac Carthaigh
- Cogad Gáedel re Gallaib (versió ampliada)
- Annals fragmentaris d'Irlanda (algunes seccions)
- Annals dublinesos d'Inisfallen
- Annals d'Irlanda per Thady Dowling
- Annals curts de Tirconaill
- Annals curts de Leinster
- Annales Hibernie ab anno Christi 1162 usque ad annum 1370, també conegut com a Annals de Pembridge
- Annales Hiberniae, també conegut com a Annals de Gràcia
- Memorable Gadelica
- Annla Gearra as Proibhinse Ard Macha
- Un fragment d'Annals Irlandesos

## Altres fonts
Altres fonts que contenen material analític: 
- Leabhar Bhaile an Mhóta (Llibre de Ballymote)
- Lebor Glinne Dá Loch
- Lebor Leacáin (Gran Llibre de Lecan)
- Leabhar Uí Dhubhagáin
- Caithréim Chellacháin Chaisil
- Leabhar na nGenealach

Molts d'aquests annals han estat traduïts i publicats per l'Escola d'Estudis Cèltics, Institut d'Estudis Avançats de Dublín (Dublin Institute for Advanced Studies), o la Societat de Textos Irlandesos (Irish Texts Society).
El tractat Cogad Gáedel re Gallaib (Guerra dels irlandesos contra els estrangers) també conté una gran quantitat de valuosa informació de l'era vikinga a Irlanda que no van sobreviure en altres fonts contemporànies. La majoria procedeix de fonts anteriors als Annals d'Inisfallen, que va arribar de forma abreujada fins als nostres dies i manuscrits de Laguna.

## Annals perduts
D'altra banda existeixen alguns annals de què s'ha tingut coneixement de la seva existència, però que no han sobreviscut: 
- Annals de l'Illa dels Sants
- Annals de Maolconary
- Llibre de Cuanu
- Llibre de Dub-da-leithe
- Llibre dels monjos
- Leabhar Airis Cloinne Fir Bhisigh
- Leabhar Airisen
- Leabhar Airisen Ghiolla Iosa Mhec Fhirbhisigh
- Sincronismes de Flann Mainstreach
- Crònica d'Irlanda

## Annals moderns
- Cronologia de la història irlandesa fins a 1976
- Crònica d'Irlanda 1992-1996